# Markku Salminen
Markku Erik Salminen (* 9. September 1946 in Kokkola; † 6. Januar 2004 in Järvenpää) war ein finnischer Orientierungs- und Langstreckenläufer.
Salminen wurde 1967 erstmals finnischer Meister im Orientierungslauf. Er kam daraufhin zu seinen ersten internationalen Einsätzen. So wurde er mit der finnischen Staffel 1967 Zweiter bei den Nordischen Meisterschaften in Dänemark, 1968 Vizeweltmeister in Schweden. 1969 gelang der Staffel Finnland 3 mit Tuomo Peltola, Markku Salminen, Matti Mäkinen und Raimo Nissi überraschend der Titelgewinn bei den Nordischen Meisterschaften. Mit dem Verein Helsingin Suunnistajat gewann Salminen 1970 zum ersten Mal die Jukola. Mit seinem späteren Verein Järvenpään Palo konnte er die Jukola 1978 noch einmal gewinnen. Bei Weltmeisterschaften im Orientierungslauf gewann Markku Salminen 1974 und 1976 noch einmal eine Silber- sowie eine Bronzemedaille im Staffellauf. Sein bestes Einzelresultat erreichte er 1976 mit einem fünften Rang.
Im Langstreckenlauf feierte Markku Salminen Anfang der 1970er Jahre seine größten Erfolge. 1970 wurde er hinter Rauno Mattila und Pekka Tiihonen dritter finnischer Meister im 10.000-Meter-Lauf. 1971 und 1972 startete er beim Boston-Marathon und konnte sich dort 1971 als Achter platzieren, 1972 mit 2:20 Stunden als Zehnter. Seine Marathon-Bestzeit stellte er am 28. März 1971 mit 2:16:26,9 Stunden in Mäntsälä auf.

## Erfolge und Platzierungen

### Orientierungslauf
| Weltmeisterschaften | Einzel | Staffel |
| ------------------- | ------ | ------- |
| 1968 Linköping      | 13.    | 2.      |
| 1970 Friedrichroda  | 22.    | 4.      |
| 1974 Viborg         | 16.    | 2.      |
| 1976 Aviemore       | 5.     | 3.      |

| Nordische Meisterschaften | Einzel | Staffel |
| ------------------------- | ------ | ------- |
| 1967 Viborg               | 6.     | 2.      |
| 1969 Pargas               | ?      | 1.      |
| 1975 Nørre Snede          | 4.     | ?       |

Bei finnischen Meisterschaften gewann er auf der Langstrecke 1967, 1968, 1974 und 1976 den Titel. Im Nacht-Orientierungslauf wurde er 1970 und 1973 finnischer Meister. Mit den Helsingin Suunnistajat gewann er 1967, 1971 und 1973 die finnische Meisterschaft im Staffellauf, mit Järvenpään Palo 1975 und 1976.

### Langstreckenlauf
- 2. Platz bei den finnischen Meisterschaften 1972 in der 4-mal-1500-Meter-Staffel
- 3. Platz bei den finnischen Meisterschaften 1970 im 10.000-Meter-Lauf

- 8. Platz (1971) und 10. Platz (1972) beim Boston-Marathon

Bestzeiten:
- 10.000-Meter-Lauf: 29:12,8 min am 25. Mai 1972 in Espoo
- Marathonlauf: 2:16:36,0 h am 28. März 1971 in Mäntsälä